# سیارک ۹۵۵۹۳
سیارک ۹۵۵۹۳ (به انگلیسی: 95593 Azusienis، نامگذاری:2002FU10) نود و پنج هزار و پانصد و نود و سومین سیارک کشف شده‌است که در ۱۶ مارس ۲۰۰۲ کشف شد.